# Diplodonta brocchii
Diplodonta brocchii is een tweekleppigensoort uit de familie van de Ungulinidae. De wetenschappelijke naam van de soort is voor het eerst geldig gepubliceerd in 1852 door Deshayes.